# Picarderna
Picarderna var en religiös gruppering, som i början av 1400-talet uppträdde i Böhmen och Mähren. Deras namn utgör sannolikt en förvrängning av ordet begharder (kättare).
De förkastade nattvard och prästerskap och levde i kvinno- och egendomsgemenskap. Under sina senare ledare, bonden Niklas och smeden Rohan, slog man sig ned på en ö i den lilla floden Nezarka i Böhmen och härjade därifrån det kringliggande landet, till dess Ziska lyckades nedgöra största delen av dem år 1421.